# Maniátika (métro d'Athènes)
Maniátika (grec moderne : Μανιάτικα) est une station de métro au Pirée, en Grèce. Située sur la ligne 3 du métro d'Athènes entre Le Pirée et Níkea, elle est ouverte depuis le 10 octobre 2022.